# ALK
A quinase de linfoma anaplásico (ALK) também conhecida como receptor de tirosina quinase ALK ou CD246 é uma enzima que em humanos é codificada pelo gene ALK.

## Identificação
A quinase de linfoma anaplásico (ALK) foi originalmente descoberta em 1994 em células de linfoma anaplásico de grandes células (ALCL).  A proteína ALK de comprimento total foi identificada em 1997 por dois grupos.  A dimerização de NPM ativa constitutivamente o domínio ALK quinase.
Desde a descoberta original do receptor em mamíferos, vários ortólogos de ALK foram identificados: dAlk na mosca da fruta (Drosophila melanogaster) em 2001, scd-2 no nematoide (Caenorhabditis elegans) em 2004, e DrAlk no peixe-zebra (Danio rerio) em 2013.
Os ligantes dos receptores ALK/LTK humanos foram identificados em 2014:FAM150A (AUGβ) e FAM150B (AUGα), dois pequenos peptídeos secretados que ativam fortemente a sinalização ALK.

## Mecanismo
Após a ligação do ligante, o receptor ALK de comprimento total dimeriza, muda de conformação e autoativa seu próprio domínio quinase, que por sua vez fosforila outros receptores ALK em trans em resíduos específicos de aminoácidos de tirosina.
A proteína é conhecida por se ligar e ativar o receptor de quinase de linfoma anaplásico (ALK), uma molécula que, quando mutada, conduz uma variedade de cânceres humanos, incluindo neuroblastoma pediátrico, linfomas de células B e certos cânceres de pulmão.

## Função
O receptor ALK desempenha um papel fundamental na comunicação celular e no desenvolvimento e função normais do sistema nervoso. Aumentador de proteínas alfa regula o peso corporal em camundongos.

## Leitura de apoio
- Benharroch D, Meguerian-Bedoyan Z, Lamant L, Amin C, Brugières L, Terrier-Lacombe MJ,  et al. (março de 1998). «ALK-positive lymphoma: a single disease with a broad spectrum of morphology». Blood. 91 (6): 2076–84. PMID 9490693. doi:10.1182/blood.V91.6.2076
- Pulford K, Lamant L, Espinos E, Jiang Q, Xue L, Turturro F,  et al. (dezembro de 2004). «The emerging normal and disease-related roles of anaplastic lymphoma kinase». Cellular and Molecular Life Sciences. 61 (23): 2939–53. PMID 15583856. doi:10.1007/s00018-004-4275-9
- Hernández L, Pinyol M, Hernández S, Beà S, Pulford K, Rosenwald A,  et al. (novembro de 1999). «TRK-fused gene (TFG) is a new partner of ALK in anaplastic large cell lymphoma producing two structurally different TFG-ALK translocations». Blood. 94 (9): 3265–8. PMID 10556217. doi:10.1182/blood.V94.9.3265
- Simonitsch I, Polgar D, Hajek M, Duchek P, Skrzypek B, Fassl S,  et al. (junho de 2001). «The cytoplasmic truncated receptor tyrosine kinase ALK homodimer immortalizes and cooperates with ras in cellular transformation». FASEB Journal. 15 (8): 1416–8. PMID 11387242. doi:10.1096/fj.00-0678fje
- Zamo A, Chiarle R, Piva R, Howes J, Fan Y, Chilosi M,  et al. (fevereiro de 2002). «Anaplastic lymphoma kinase (ALK) activates Stat3 and protects hematopoietic cells from cell death». Oncogene. 21 (7): 1038–47. PMID 11850821. doi:10.1038/sj.onc.1205152
- Passoni L, Scardino A, Bertazzoli C, Gallo B, Coluccia AM, Lemonnier FA,  et al. (março de 2002). «ALK as a novel lymphoma-associated tumor antigen: identification of 2 HLA-A2.1-restricted CD8+ T-cell epitopes». Blood. 99 (6): 2100–6. PMID 11877285. doi:10.1182/blood.V99.6.2100
- Bonvini P, Gastaldi T, Falini B, Rosolen A (Março de 2002). «Nucleophosmin-anaplastic lymphoma kinase (NPM-ALK), a novel Hsp90-client tyrosine kinase: down-regulation of NPM-ALK expression and tyrosine phosphorylation in ALK(+) CD30(+) lymphoma cells by the Hsp90 antagonist 17-allylamino,17-demethoxygeldanamycin». Cancer Research. 62 (5): 1559–66. PMID 11888936
- Hernández L, Beà S, Bellosillo B, Pinyol M, Falini B, Carbone A,  et al. (abril de 2002). «Diversity of genomic breakpoints in TFG-ALK translocations in anaplastic large cell lymphomas: identification of a new TFG-ALK(XL) chimeric gene with transforming activity». The American Journal of Pathology. 160 (4): 1487–94. PMC 1867210. PMID 11943732. doi:10.1016/S0002-9440(10)62574-6
- ten Berge RL, Meijer CJ, Dukers DF, Kummer JA, Bladergroen BA, Vos W,  et al. (Junho de 2002). «Expression levels of apoptosis-related proteins predict clinical outcome in anaplastic large cell lymphoma». Blood. 99 (12): 4540–6. PMID 12036886. doi:10.1182/blood.V99.12.4540
- Dirks WG, Fähnrich S, Lis Y, Becker E, MacLeod RA, Drexler HG (Julho de 2002). «Expression and functional analysis of the anaplastic lymphoma kinase (ALK) gene in tumor cell lines». International Journal of Cancer. 100 (1): 49–56. PMID 12115586. doi:10.1002/ijc.10435